# Agrotis backstromi
Agrotis backstromi là một loài bướm đêm trong họ Noctuidae.